# Uria aalge albionis
El arao ibérico (Uria aalge albionis) es una subespecie de ave Charadriiforme de la familia Alcidae. En ocasiones se le denominó pingüino gallego por anidar en las costas gallegas y por su parecido con los pingüinos antárticos, con los que no guarda ninguna relación.
La población que habita en la península ibérica fue denominada en su día por Bernis Uria aalge ibericus, pero no ha sido reconocida por la comunidad científica internacional y ha sido recientemente evidenciada como un taxón sin fundamento. Por tanto, los araos ibéricos pertenecerían a la subespecie albionis, más pequeña, menos oscura y de pico más largo, cuya población supera las 125.000 parejas entre Bretaña y sur de las islas británicas y la península ibérica.
Junto con la gaviota tridáctila, domina las colonias marinas en las repisas de los acantilados en verano. Nada frente a la costa en grandes masas bajo los acantilados. Frente a los promontorios suelen ser vistos volando bajo y rápido.

## Descripción
Su posición en tierra es erguida, apoyándose sobre los tarsos de las patas. Esta postura es debida a su vínculo marino, pues come (buceando desde la superficie), duerme, y pasa meses y meses en el agua marina. Solamente acude a tierra para nidificar en grietas de acantilados inaccesibles, a salvo de depredadores terrestres, y a pie de mar. Al contrario de los pingüinos, puede volar y desplazarse cientos de kilómetros, siendo algunas de sus poblaciones migradoras.

## Reproducción
Para nidificar se reúne en colonias de cría de miles de aves pudiendo encontrar en las grandes colonias nórdicas decenas de parejas/m². Pone un único huevo en forma de pera para reducir el riesgo de rodamiento y de pérdida a causa de sus torpes movimientos, que incuba de pie, situándolo entre las patas, directamente sobre la piedra. Tan escasa puesta se ha de combinar necesariamente con una elevada supervivencia de los pollos. El momento más crítico acontece a las dos semanas de vida, cuando han de arrojarse al mar desde lo alto del acantilado, sin saber volar, donde solo serán atendidos por el padre, y completar otros cuarenta días de aprendizaje de buceo antes de su primer vuelo.

## Distribución
Cría en las costas rocosas de Bretaña, sur de Gran Bretaña, Galicia y Portugal. Escaso en las costas en invierno.
La población mundial de esta subespecie alcanza la cifra de unos 125 000 ejemplares. Aunque el arao no es un ave que precise de medidas de conservación en Europa, sí ha sido considerado "En Peligro! en el Libro Rojo de los Vertebrados de España y se ha incluido en el anexo 1 de la Directiva de Aves (79/409/ CEE) solo la subespecie U. a. albionis en su distribución ibérica.

## Disminución poblacional en la península ibérica
Felipe Bárcena, tomando como fuentes a marineros a lo largo de la costa gallega, estimó una población de más de 3.000 aves reproductoras hacia 1960 en un mínimo de 8 colonias; incluso Francisco Bernis, en 1948, calculaba más de 300 parejas en las Sisargas, criando en varias grutas marinas.
Hacia 1980 disminuyen a menos de unos cientos en toda Galicia, y en progresión negativa logarítmica, eran una decena en 1990. En 1991 solo crio, sin éxito de eclosión, una pareja en las islas Sisargas pero en el último censo, realizado por la Junta de Galicia en 1994, detectó tres parejas en las islas Sisargas (por lo tanto se registró un ligero aumento) y un número indeterminado, entre 5 y 12 parejas, en cabo Vilán, donde las aves se agrupan en profundas grietas inaccesibles y solo observables desde el mar. En las islas Cíes criaron por última vez en 1987.
Si bien en territorio español solo quedaban en torno a 10 parejas antes de la marea negra del Prestige, la población ibérica podía ascender a casi 25, sumando la colonia portuguesa de las islas Berlengas, la más meridional de Europa, también en declive. 
Después de la marea negra la Sociedad Española de Ornitología certificó la extinción del arao ibérico, pero días después rectificó al existir, según técnicos de medio ambiente, trece ejemplares adultos en edad reproductiva en Galicia, diez de ellos en Cabo Vilán y los otros tres en las islas Sisargas.